# Melwin Beckman
Melwin Beckman (* 5. August 2000 in Kungsbacka, Schweden) ist ein schwedischer Handballspieler, der seit 2019 auch die polnische Staatsbürgerschaft besitzt.

## Karriere

### Verein
Melwin Beckman, Sohn eines Polen und einer Schwedin, spielt seit 2017 in der ersten Mannschaft des schwedischen Vereins HK Aranäs. Mit Aranäs stieg der 1,98 m große linke Rückraumspieler 2018 aus der Handbollsligan, der ersten schwedischen Liga, in die Allsvenskan ab. 2020 gelang ihm der Wiederaufstieg.

### Nationalmannschaft
Im Oktober 2019 wurde Beckman erstmals in die polnische Juniorennationalmannschaft berufen.
In der polnischen A-Nationalmannschaft debütierte er mit vier Toren bei der 24:31-Niederlage am 4. November 2021 gegen Schweden in Malmö. Zur Europameisterschaft 2022 wurde er nachnominiert, warf ein Tor in vier Einsätzen und belegte mit Polen den 12. Rang. Insgesamt bestritt er neun Länderspiele, in denen er 14 Tore erzielte.